# Ярошевич Никанор Казимирович
Никанор Казимирович Ярошевич (біл. Міканор Казіміравіч Ярашэвіч; (11 (23) липня 1885 , Novy Svieržańd, Мінська губернія  — не раніше 1937 )) — перший ректор Білоруського політехнічного інституту (1920—1922).

## Біографія
Никанор Казимирович Ярошевич народився 11 (23) липень 1885 року в містечку Новий Свержень Мінського повіту (нині Столбцовський район Мінської області) в білоруській селянській родині.
У 1903—1906 рр. навчався в Глухівському вчительському інституті. Працював учителем Головенчицького (Мінський повіт), Шостенського (Київський навчальний округ) та Глухівського (Чернігівська губернія) народних училищ.
У 1910—1914 роках — студент Московського інституту сільського господарства; під час навчання входив до складу білоруського студентського гуртка, надсилав листи до газети «Наша Ніва». Працював агрономом у Лебединському повіті Харківської губернії, читав лекції з агрономії в навчальних закладах Мінської, Смоленської та Харківської губерній. Розпорядженням міністерства фінансів у 1915 р. його призначили інспектором малого кредиту при Сумському відділенні Державного банку. Учасник Першої світової війни з 1915 р.
Після Лютневої революції 1917 року один з керівників Мінського губернського земського управління і лідерів місцевого відділення російських есерів (пізніше, так званих обласників).
На початку березня 1918 року в складі Мінської земської групи кооптований до складу Ради Білоруської Народної Республіки, проте 25 березня 1918 разом з іншими представниками земств, міського самоврядування та національних меншин вийшов з її складу на знак незгоди з прийняттям третьої статутної грамоти.
Один з авторів проекту створення в Мінську університету.
Під час польсько-радянської війни 1919—1920 років очолив Мінську губернську земську управу, викладав у Мінському політехнічному училищі [Архівовано 2 травня 2021 у Wayback Machine.].
18 вересня 1919 року під час приїзду до Мінська Юзефа Пілсудського при зустрічі останнього з громадськістю в приміщенні колишнього Мінського дворянського зібрання єдиний, хто виступив з публічним протестом проти польської окупації краю, заявив, що «полякам нічого шукати в Білорусі». В умовах польської окупації та фактичної перемоги більшовиків у громадянській війні підтримував утворення суверенної білоруської Республіки.
На початку 1920-х років у складі «Російської Соціалістичної групи» безуспішно брав участь у виборах до Мінського міського магістрату.
З відновленням радянської влади влітку 1920 року увійшов до складу комісії зі створення Білоруського державного університету, а в листопаді був призначений першим ректором новоствореного білоруського політехнічного інституту(БПІ), одночасно викладав у Мінському Інституті народної освіти (міна), Білоруському робітничому технікумі, виконував обов'язки завідувача відділом Наркомату освіти Білоруської РСР з професійно-технічного освіта [Архівовано 2 травня 2021 у Wayback Machine.].
Ініціатор створення і перший голова білоруського вільно-економічного суспільства.
Виступав проти так званої примусової білорусизації, був прихильником поступового переходу викладання в навчальних закладах Білорусі на білоруську мову. Наприкінці 1920 — початку 1921 року його звинуватив у спробі відновити діяльність есерівської організації «обласників», а також у налагодженні зв'язків з Польщею, що проявлялося в появі великої кількості студентів, які втекли до Мінська з Західної Білорусі.
У березні 1921 року за наказом ГПУ БРСР за звинуваченням в антирадянській діяльності був ув'язнений і поміщений до Мінського пищаловського замку. Завдяки заступництву 38 викладачів БПІ, Міна та білоруського робітничого технікуму через 2 місяці Никанора Ярошевича було звільнено. У січні 1923 р. за наказом ГПУ БРСР висланий до Ташкента.
У другій половині 1920-х років працював у Середньоазіатському університеті, інституті іригації та механізації сільського господарства Узбецької РСР. Після чергового арешту в 1930 виселений разом з родиною з Ташкента в сільську місцевість, але в 1933 році знову дозволено повернутися назад. У 1937 році заарештований за «шпигунство на користь іноземних розвідок». 7 жовтня 1938 засуджений Військовою колегією Верховного Суду до вищої міри покарання (список від 12.09.1938) і того ж дня розстріляний. У першій справі (№ 36730-с; зберігається в архіві КДБ Білорусі) реабілітований прокуратурою Мінської області 8.12.1995 року.

## Створення Ярошевичем БДПІ
Ідея створення вищого навчального закладу в Білорусі озвучувалася різними громадськими організаціями. Але тільки тверда позиція голови губернської земської управи Никанора Ярошевича дозволила здійснити цей проект на практиці, незважаючи на спроби німецьких і польських окупаційних властей перешкодити цьому. Реалізувати задум про створення вищого навчального закладу вдалося зі встановленням радянської влади в Білорусі. Після неодноразових зустрічей М. К. Ярошевича з головою ВРК СРСБ Олександром Черв'яковим 10 грудня 1920 року Мінський політехнікум набув статусу закладу вищої освіти [Архівовано 15 вересня 2019 у Wayback Machine.].
Никанор Ярошевич був обраний ректором Білоруського державного політехнічного інституту.
З ініціативи студентів розпочалися рейди по лекціях з метою перевірки відвідуваності занять. Студентам, що пропускали заняття студентам загрожувало позбавлення продовольчого пайка і відрахування з вишу.
6 березня 1921 року Радою Білоруського державного політехнічного інституту була затверджена Інструкція деканів окремих факультетів. Відповідно до цієї Інструкції декан обирався факультетськими зборами і затверджувався на посаді педагогічною радою. До обов'язків декана входили питання організації освітнього процесу, дотримання навчальної та трудової дисципліни.
На 1 грудня 1921 р. в БДПІ працювало 158 осіб, з них понад 80 були зайняті в навчально-виховному процесі, інші складали допоміжний персонал.
Важке економічне становище і обмеженість контингенту студентів кордонами шести повітів Мінської губернії призвели до закриття БДПІ [Архівовано 2 грудня 2017 у Wayback Machine.] у 1922 р.
Таким чином, Никанор Ярошевич був творцем першого в Білорусі вищого технічного навчального закладу. Будучи вченим, він ніколи не забував про те, що необхідно готувати гідну зміну. Бачив майбутнє Білорусі у високих технологіях. Цим і повинен був зайнятися Білоруський державний політехнічний інститут [Архівовано 2 травня 2021 у Wayback Machine.].

## Примітка
1. ↑  Кукса А.Н., Баландин К.И. БПИ: на пути реорганизации и становления (1920-1930-е гг.) // Вестник Белорусского национального технического университета : научно-технический журнал. — 2010. — № 3 (27 березня). — С. 5-10.
2. ↑  Кукса А.Н. Н. К. Ярошевич--первый ректор Белорусского государственного политехнического института. — Минск : БГАТУ, 2010. — 87 с. — ISBN 9855193326, 9789855193327.
3. ↑  Следственное дело No 937 по обвинению гр. Ярошевича Никанора Казимировича в принадлежности к партии правых эсеров в антисоветской деятельности // Архив КГБ. – Д. 36730-с.
4. ↑  Кукса А.Н. Создание первого технического вуза и проблемы высшей школы в Беларуси в 1920-1925 гг. // Актуальні проблеми вітчизняної та всесвітньої історії. Наукові записки Рівненського державного гуманітарного університету. — 2015. — Т. Выпуск 26 (27 березня). — С. 123-125.